# Rsovci
Rsovci (en serbe cyrillique : Рсовци) est un village de Serbie situé dans la municipalité de Pirot, district de Pirot. Au recensement de 2011, il comptait 114 habitants.
Rsovci est situé sur les bords de la  Visočica.

## Démographie
| 1948  | 1953  | 1961  | 1971 | 1981 | 1991 | 2002 | 2011 |
| ----- | ----- | ----- | ---- | ---- | ---- | ---- | ---- |
| 1 519 | 1 409 | 1 221 | 823  | 479  | 347  | 183  | 114  |

|  |